# Brian Tutt
Brian Carter Tutt (* 9. Juni 1962 in Calgary, Alberta) ist ein ehemaliger kanadischer Eishockeyspieler, der während seiner aktiven Laufbahn unter anderem in der National Hockey League für die Washington Capitals sowie in der Deutschen Eishockey Liga für die SERC Wild Wings, Hannover Scorpions und Adler Mannheim spielte.
Seine Tochter Brianne war als Eisschnellläuferin aktiv.

## Karriere
Der 1,86 m große Verteidiger begann seine Karriere bei den Calgary Wranglers in der kanadischen Juniorenliga Western Hockey League, bevor er beim NHL Entry Draft 1980 als 126. in der sechsten Runde von den Philadelphia Flyers ausgewählt wurde.
Allerdings absolvierte der Linksschütze niemals ein NHL-Spiel für die Flyers und wurde zunächst bei tiefklassigeren Farmteams in der International Hockey League und American Hockey League eingesetzt. Nach einem kurzen Aufenthalt beim EHC Lustenau in Österreich wechselte Tutt schließlich zu den Washington Capitals, für die er in der Saison 1989/90 seine einzigen sieben NHL-Einsätze absolvierte. Zwischen 1990 und 1996 spielte der Kanadier bei verschiedenen skandinavischen Teams und wechselte zur Spielzeit 1996/97 nach Deutschland zu den SERC Wild Wings, die er nach seiner ersten DEL-Saison in Richtung Hannover Scorpions verließ. Für die Scorpions stand Tutt drei Jahre lang auf dem Eis, in der Saison 1998/99 absolvierte er zudem 14 Spiele für den DEL-Rekordmeister Adler Mannheim.
Seine Karriere beendete Brian Tutt 2001 bei den Huntsville Tornado in der Central Hockey League, einer US-amerikanischen Minor League.

### International
Für die kanadische Eishockeynationalmannschaft bestritt Brian Tutt die Weltmeisterschaften 1992 und 1995, außerdem stand er bei den Olympischen Spielen 1992 in Albertville auf dem Eis und gewann mit dem Team die Silbermedaille.

## Erfolge und Auszeichnungen
- 1984 IHL Second All-Star Team
- 1985 IHL Second All-Star Team
- 1992 Spengler-Cup-Gewinn mit dem Team Canada

### International
- 1992 Silbermedaille bei den Olympischen Winterspielen

## Karrierestatistik
(Legende zur Spielerstatistik: Sp oder GP = absolvierte Spiele; T oder G = erzielte Tore; V oder A = erzielte Assists; Pkt oder Pts = erzielte Scorerpunkte; SM oder PIM = erhaltene Strafminuten; +/− = Plus/Minus-Bilanz; PP = erzielte Überzahltore; SH = erzielte Unterzahltore; GW = erzielte Siegtore; 1 Play-downs/Relegation; Kursiv: Statistik nicht vollständig)